# 周与良
周与良（1923年—2002年），女，安徽东至人，中国微生物学家，南开大学教授，曾任第七、八届全国政协委员。

## 家庭
父亲周叔弢。丈夫穆旦。